# Marcel Parmeggiani
Marcel Parmeggiani est un footballeur français né le 25 février 1915 à Seloncourt (Doubs) et mort le 19 juillet 1991 à Besançon.

## Biographie
Cet attaquant formé au FC Sochaux-Montbéliard, remporte en 1944, la Coupe de France, avec l'équipe fédérale Nancy-Lorraine. Le club sochalien forme alors l'ossature de cette équipe fédérale qui regroupe les joueurs professionnels de la région. Celle-ci bat 4 à 0, l'équipe fédérale Reims-Champagne. Marcel Parmeggiani ouvre le score et donne la passe décisive pour le quatrième but de ce match.
De retour à Sochaux, à la Libération, il retrouve son club formateur qui descend en Division 2.
Il retourne parmi l'élite, en remportant le Championnat de Division 2 en 1947.
Marcel Parmeggiani, après un bref passage au Mans, termine sa carrière au Havre AC en 1949

## Palmarès
- Vainqueur de la Coupe de France en 1944 avec l'ÉF Nancy-Lorraine
- Champion de France D2 en 1947 avec le FC Sochaux